# 薮内敏美
薮内敏美（やぶうち としみ、1974年11月18日 - ）は、中国出身のバスケットボール選手である。中国名は王敏（おう びん、ワン・ミン、Wang Min）。ポジションはセンター。薮内夏美に憧れて現在の日本名を付けた。

## 経歴
中国人民解放軍体育学院在学中、中国代表として1994年世界選手権に出場。
その後樟蔭東女子短期大学に留学。
卒業後の2003年に日本国籍を取得し、日本航空に客室乗務員として入社し、バスケットボール部に所属。
2005 - 06シーズンを最後に競技を引退。客室乗務員に専念する。